# Запис Вујића грм (Липовац)
Запис Вујића грм (Липовац) се налази на парцели чији је власник Вујић Милан.

## Локација
| Општина             | Топола                                                           |
| Катастарска општина | Липовац                                                          |
| Потес               | Село                                                             |
| Координате          | 44° 15′ 02″ С; 20° 37′ 25″ И / 44.250500000000002° С; 20.6236° И |
| Надморска висина    | 0m                                                               |

## Карактеристике
Дендрометријске вредности утврђене на терену и сателитским снимцима:
| Стабло                     | Храст |
| Висина стабла              | m     |
| Обим дебла                 | m     |
| Пречник крошње             | 4m    |
| Пречник дебла              | m     |
| Висина дебла до прве гране | m     |

## База записа
Запис је у оквиру Викимедија пројекта "Запис - Свето дрво" заведен под редним бројем 0616.